# Linsești (okręg Neamț)
Linsești – wieś w Rumunii, w okręgu Neamț, w gminie Oniceni. W 2011 roku liczyła 37 mieszkańców.